# Manduca dominicana
Manduca dominicana är en fjärilsart som beskrevs av Gehlen. 1928. Manduca dominicana ingår i släktet Manduca och familjen svärmare. Inga underarter finns listade i Catalogue of Life.